# Melanolophia centralis
Melanolophia centralis là một loài bướm đêm trong họ Geometridae.